# بوبي ستوكس
بوبي ستوكس (بالإنجليزية: Bobby Stokes) هو لاعب كرة قدم بريطاني في مركز الهجوم، ولد في 30 يناير 1951 في بورتسموث في المملكة المتحدة، وتوفي بنفس المكان في 30 مايو 1995 بسبب ذات الرئة. لعب مع نادي بورتسموث ونادي تشيلتنهام تاون لكرة القدم ونادي ساوثهامبتون.